# Jack H. van Lint

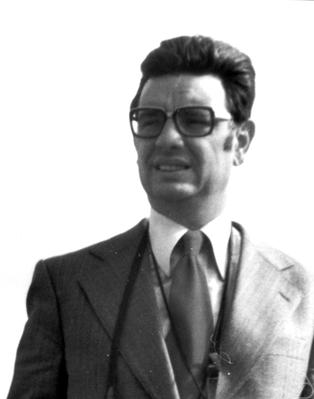
Jack H. van Lint

Jack H. van Lint (Bandung, 1 september 1932 - Nuenen, 28 september 2004) was een Nederlands wiskundige, hoogleraar en rector magnificus van de TU/e.

## Biografie
De vader van Van Lint, leraar aan de HBS in Bandung, werd aan het begin van de Tweede Wereldoorlog benoemd in de luchtmacht. Het gevolg was dat in 1942 het gezin Van Lint verhuisde naar Australië en van daar naar Chicago. Na de oorlog is het gezin via Australië naar Nederland gekomen.
Van Lint studeerde wiskunde (en natuurkunde en scheikunde) aan de Universiteit Utrecht, waar hij in 1955 met lof afstudeerde en in 1957 promoveerde (eveneens met lof) bij prof.dr. F. van der Blij. Korte tijd werkte hij bij het wiskunde-instituut van prof.dr. H. Freudenthal.
Van Lint was gedurende meer dan veertig jaar hoogleraar Discrete Wiskunde aan de Technische Universiteit Eindhoven, waar hij reeds op 26-jarige leeftijd tot hoogleraar werd benoemd. Hij was bekend door zijn werk in de discrete wiskunde en coderingstheorie, een onderwerp waarin hij zich verdiepte tijdens een verblijf van acht maanden bij de Bell Labs in Murray Hill, New Jersey. De foutenverbeterende codes vonden onder andere hun toepassing in de CD, waarbij Van Lint vanaf 1985 via een adviseurschap bij het Philips Natlab betrokken was, en in de communicatie van de marssatellieten.
Van Lint heeft een aantal bestuurlijke functies bekleed, waaronder een adviseurschap van het Mathematisch Centrum in Amsterdam (1972-1982), het decanaat van de faculteit Wiskunde en Informatica aan de Technische Universiteit Eindhoven (1989-1991), het rectoraat van de TU/e (1991-1996) en het directeurschap van het Stan Ackermans Instituut (vanaf 1996). Prof. van Lint was lange tijd lid van de bestuursraad van STW.
Van Lint was een enthousiast sportbeoefenaar en heeft langdurig geijverd voor goede sportvoorzieningen voor de Eindhovense studenten. Tijdens zijn rectoraat kwam er groen licht voor een TU/e-zwembad; sinds 6 september 2007 draagt het zwembad zijn naam. De Van Lint Studenten Sportweek en de International Prof Van Lint Tournement worden jaarlijks in Eindhoven gehouden.

## Onderscheidingen
Van Lint is in binnen- en buitenland geëerd met een groot aantal onderscheidingen. Hij was sinds 1972 lid van de Koninklijke Nederlandse Akademie van Wetenschappen en onder meer houder van vier eredoctoraten en erelid van het Koninklijk Wiskundig Genootschap. Hij was ridder in de Orde van de Nederlandse Leeuw.

## Trivia
- Samen met Prof.dr. S.T.M. Ackermans schreef Van Lint het boek Algebra en Analyse (Academic Science, Den Haag, 1976), dat door vele generaties Eindhovense wiskundigen wordt gebruikt.
- Na het vertrek van Van Lint uit de vakgroep is de groei van de discrete wiskunde in Eindhoven voortgezet door de oprichting van de onderzoeksschool EIDMA, het 'Euler Institute of Discrete Mathematics and Analysis'.
- De Eindhovense Studenten Sport Federatie ESSF organiseert elk jaar rond kerst de Van Lint Sportweek. Van Lint was namelijk hoofd van de sectie Sport en een fervent voorvechter van de studentensport in Eindhoven.

## Bron
- De kleine TU/e encyclopedie 1956-2006, Joep Huiskamp, Eindhoven, 2006, ISBN 90-73192-30-7